# Theodoor van Thulden

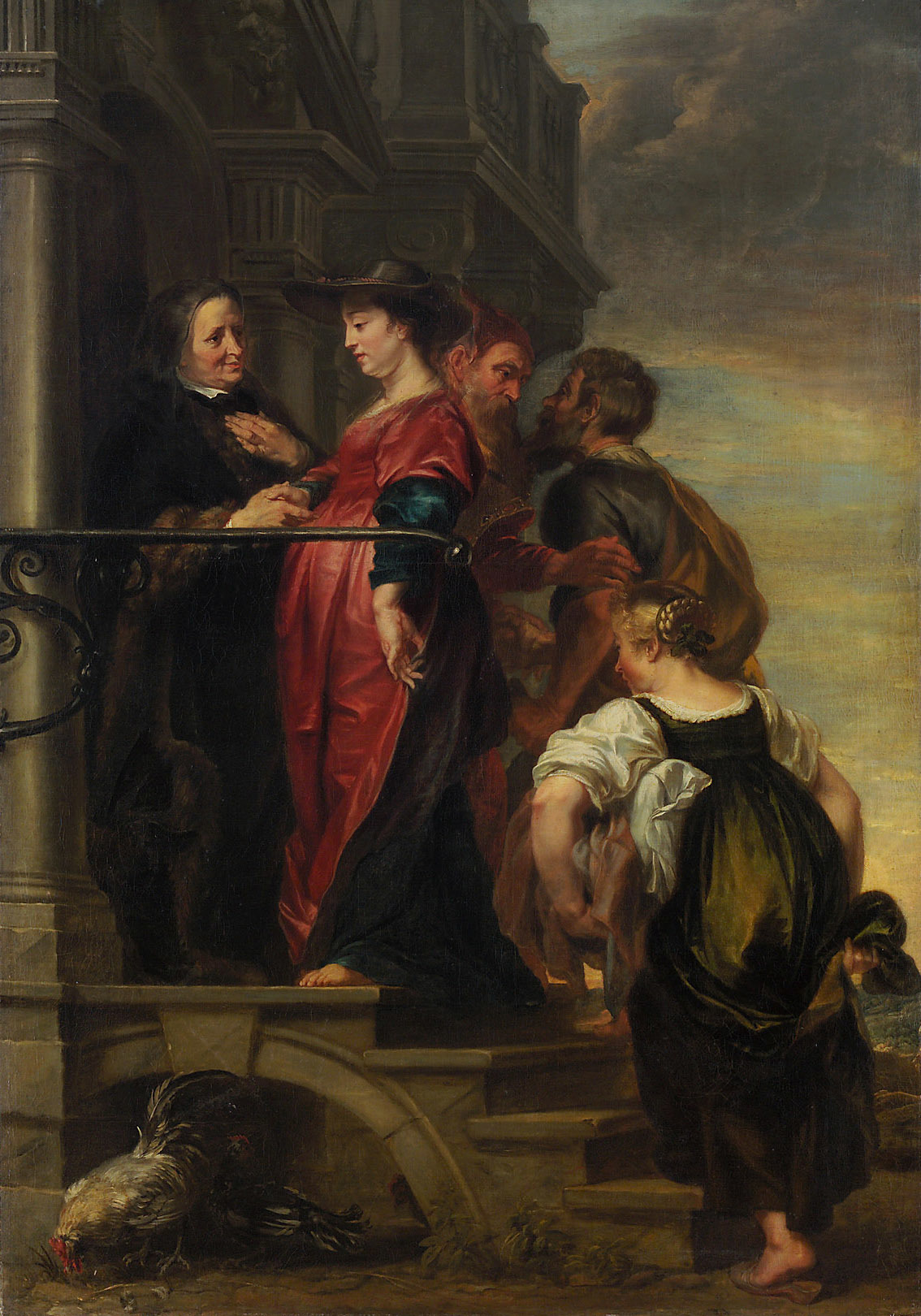
La visitación (Museo de Historia del Arte de Viena).

Theodoor van Thulden (Bolduque, 8 de agosto de 1606 – julio de 1669) fue un pintor y grabador flamenco del barroco, que colaboró con Rubens.

## Trayectoria artística
Su primera etapa se desarrolló en su localidad natal. Se formó en el taller de un retratista, y con veinte años entró en el gremio de pintores de la ciudad.
En 1631-33 residió en Francia, donde acusó el impacto del manierismo, especialmente tras copiar los frescos de La historia de Ulises de Francesco Primaticcio y Niccolò dell'Abbate en el castillo de Fontainebleau. Estos murales, que resultarían destruidos un siglo después, los difundió mediante una serie de grabados al aguafuerte que se publicó en París en 1633.
De vuelta en Amberes, Van Thulden pintó los decorados efímeros diseñados por Rubens para la ornamentación de la ciudad con motivo de la entrada triunfal del Cardenal-Infante Fernando de Austria, hermano de Felipe IV de España. También de esta serie realizó copias en grabado.
Trabajó para Rubens en similares condiciones en otro proyecto: la Torre de la Parada de Madrid (1636-38). Para esta gran serie de pinturas sobre la mitología griega, Rubens diseñó todas las composiciones y confió las versiones finales de algunas de ellas, en gran formato, a Van Thulden y a otros colegas como Jacob Jordaens, Cornelis de Vos y Erasmus Quellinus II. 
De la aportación de Van Thulden a dicha serie, el Museo del Prado conserva tres pinturas: El descubrimiento de la púrpura, Orfeo y los animales, gran obra producida en colaboración con Frans Snyders que presidió durante años la Sala de Juntas del museo, y Apolo persiguiendo a Dafne, obra recientemente atribuida al autor al descubrirse su firma durante el proceso de restauración en 2017. En esta etapa del artista resultaba ineludible la influencia de Rubens.
Aunque abandonó Amberes y retornó a su pequeña localidad natal, Van Thulden siguió recibiendo encargos relevantes en la década de 1640. Su estilo se fue despegando del barroquismo rubeniano y se aproximó a un clasicismo más sobrio en composición y pincelada, y al mismo tiempo más sentimental. 
Van Thulden colaboró con Jordaens y otros en la decoración de la Huis ten Bosch (1648-51).
Su producción, aparte de la temática mitológica y alegórica, incluye cuadros de altar, temas literarios, retratos (bajo influencia de Van Dyck) y diseños de vidrieras.